# تشارلز جاي هايت
تشارلز جاي هايت (بالإنجليزية: Charles J. Hite)‏ هو منتج أفلام أمريكي، ولد في 7 يونيو 1876، وتوفي في 21 أغسطس 1914 بسبب حادث مرور.